# Сепаратор льяльных вод

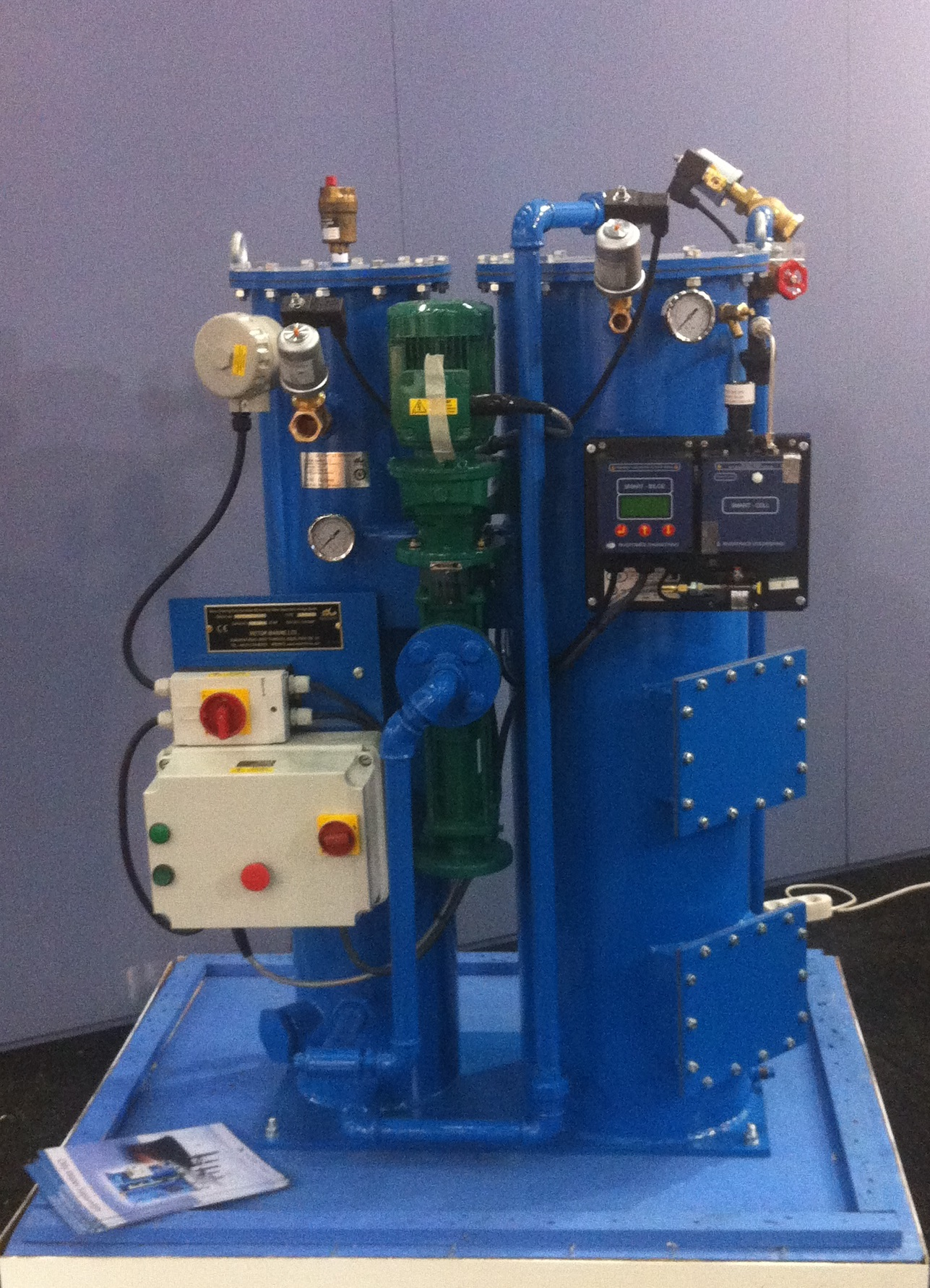
Сепаратор льяльных вод

Сепара́тор лья́льных вод (сокр. СЛВ, англ. oily water separator, сокр. OWS) — судовое оборудование, предназначенное для отделения нефтесодержащих фракций от льяльных вод машинного отделения перед откаткой их за борт. Льяльные воды машинного отделения, откатываемые за борт, должны соответствовать требованиям Международной конвенции по предотвращению загрязнения с судов (МАРПОЛ 73/78)
Льяльные воды машинного отделения — неизбежный продукт судовых операций из-за протечек топлива из работающих механизмов (таких, как главный двигатель, дизель-генераторы, воздушные компрессоры и др.). Современные СЛВ управляются измерителями содержания нефти (ИСН) (англ. Oil Content Meter, OCM), оборудованными предупреждающими сигналами и автоматически закрывающимися устройствами, активируемыми в случае превышения содержания нефти в откачиваемой за борт воде выше допустимого лимита.

## Назначение
Основное назначение СЛВ — отделение нефтесодержащих фракций и других загрязнителей, которые могут принести вред окружающей среде. Международная морская организация устанавливает правила, разрабатываемые Комитетом защиты морской среды (КЗМС, англ. Marine Environment Protection Committee, MEPC). 18 июля 2003 года КЗМС принял новое руководство, которому должно следовать каждое судно, построенное после этой даты. В этом документе именуемом MEPC 107(49) пересмотрены требования и спецификации к оборудованию очистки загрязненных льяльных вод из машинных отделений судов. Каждый СЛВ должен очищать льяльные воды машинного отделения до чистой воды с

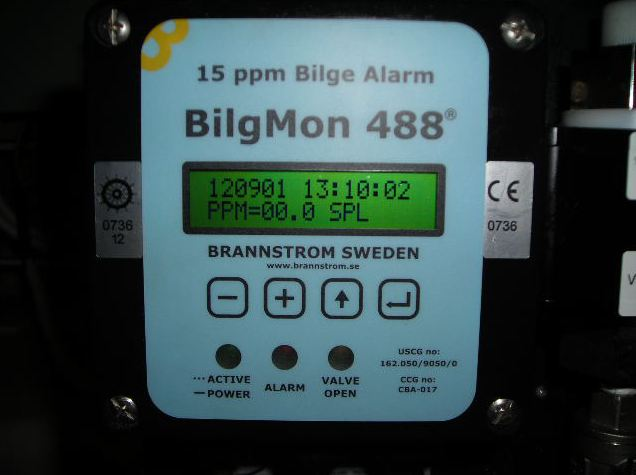
Измеритель содержания нефти

содержанием нефтяных остатков и любых других загрязнителей не выше уровня 15 ppm. Каждый ИСН должен быть устойчив к внешним воздействиям и защищён от неумелого обращения и от вмешательства. При каждом запуске СЛВ, ИСН должен быть включен. СЛВ должен быть способен удалить загрязнители, а также нефтесодержащие фракции. Некоторые из загрязнителей, такие как смазочное масло, химические агенты, сажа, топливо, ржавчина, сточные воды и некоторые другие могут быть губительными для океанской среды.

## Содержимое льял машинного отделения
Льяла машинного отделения (или льяльные колодцы машинного отделения) — самая нижняя часть в машинном отделении судна. Льяльные воды машинного отделения, которые собираются здесь включают дренажную или неизрасходованную воду из котлов, танков сбора воды, танков питьевой воды и других мест. Однако льяльные воды машинного отделения включают не только такую чистую воду, но и дренаж с участков машинного отделения, где находятся двигатели и другие механизмы. Такой дренаж содержит в небольшом количестве топливо, смазочные масла, гидравлические жидкости, антифризы, растворители и чистящие химикаты. СЛВ предназначен для удаления большей части этих загрязнителей перед откаткой льяльных вод машинного отделения за борт судна.

## Дизайн и работа
Любое оборудование СЛВ, новое или старое, может в лабораторных условиях разделять нефтяные фракции и воду, делать это автоматически, производя на выходе чистую воду для откатки за борт, которая содержит нефтяные остатки в количестве не более чем 15 частей на миллион. Оборудование СЛВ должно быть одобрено уполномоченными организациями (например, такими как USCG) после тестирования специфической смесью нефти и воды. Сначала эти смеси были очень простыми и базировались на смеси дизельного топлива и воды, но согласно новому руководству MEPC 107(49) они стали более сложными. Подавляющее большинство из этих многочисленных моделей, производителей и типов изначально использовали способ гравитационного разделения льяльных вод машинного отделения, называемое декантацией, но этот метод не всегда позволял достичь критерия 15 частей на миллион, из-за чего каждый производитель СЛВ добавил дополнительные функции в своё оборудование чтобы гарантировать, что операционный критерий будет достигнут. Сепарация, которая происходит внутри СЛВ, позволяет нефти, всплывшей на поверхность, автоматически удаляться в грязевой танк или в танк для грязного масла. Конвенция не устанавливает официальный стандарт для наименования этого танка, в ней имеются только некоторые предложения по этому вопросу.

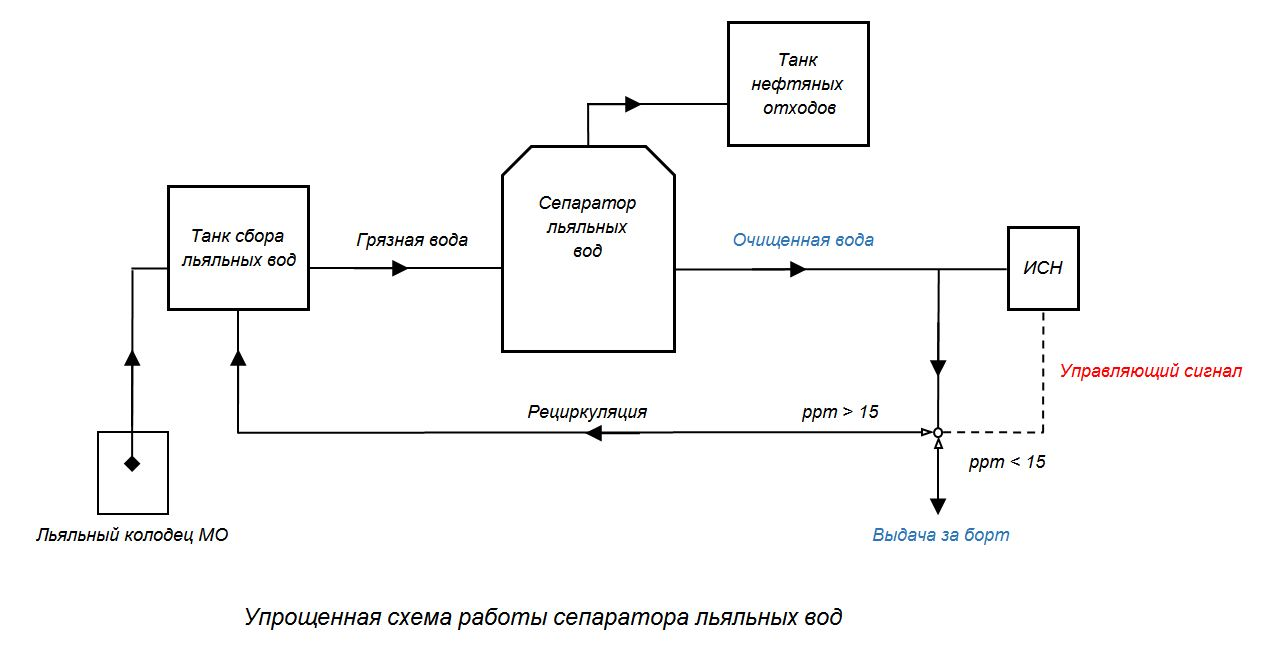
Упрощенная схема СЛВ

Каждый СЛВ должен быть оборудован измерителем содержания нефти (ИСН), который тестирует воду на выходе СЛВ перед откаткой её за борт. Если содержание нефтяных остатков в воде на выходе СЛВ меньше, чем 15 частей на миллион, ИСН позволяет откатывать такую воду за борт. Если содержание нефтяных остатков в воде на выходе СЛВ больше, чем 15 частей на миллион, тогда ИСН активирует предупреждающий сигнал и переключает трехходовой клапан, который в очень короткий момент времени перенаправляет поток воды на рециркуляцию обратно в танк сбора льяльных вод на входе СЛВ.
ИСН берет образец струи из выходной линии СЛВ и пропускает свет через этот образец на оптический датчик. Поскольку маленькие капли нефти будут преломлять и рассеивать свет, изменение сигнала на датчике будет указывать на наличие нефти в образце. При определенной настройке сигнала, которая примерно эквивалентна значению 15 частей на миллион, датчик определит, что через выходную линию СЛВ проходит слишком много нефтяных остатков. Эта калибровка обычно делается в лаборатории, но может быть проверена, используя три образца жидкости на борту судна. При отборе определенного количества тяжелой нефти, СЛВ загрязняется и нуждается в промывке или очистке. Очистка может быть сделана путем пропуска чистой воды сквозь СЛВ через постоянное соединение или может быть проведена открытием зоны отбора пробы и очисткой её щеткой.
СЛВ состоит из двух ступеней. Фильтр первой ступени удаляет физические примеси и способствует некоторому тонкому разделению. Фильтр второй ступени использует коалесцирующие вставки для достижения окончательного удаления нефти. Коалесценция — это разрушение поверхностного натяжения между каплями нефти в смеси вода/нефть, которое заставляет их соединяться и увеличиваться в размере. Нефтяные остатки из нефтесборника сливаются автоматически или вручную. На большинстве современных судов нефтяные остатки из нефтесборника сливаются автоматически.

## Условия, позволяющие откатывать нефтесодержащие воды за борт
Согласно правилу 9, Приложения I конвенции МАРПОЛ 73/78, откатку нефтесодержащих вод за борт разрешается производить при следующих условиях:
- Судно не находится в специальных зонах;
- Судно находится на ходу;
- Содержание нефти в откатываемой воде не превышает значения 15 частей на миллион;
- Судно имеет на борту фильтрующее и контролирующее оборудование, предписанное правилом 16 этого Приложения.

## Журнал нефтяных операций
Все грузовые суда, к которым применяется конвенция МАРПОЛ 73/78, должны иметь журнал нефтяных операций (англ. Oil Record Book, ORB), в котором лица, ответственные за конкретные операции делают записи всех перемещений и выгрузки нефти и нефтяных остатков в пределах судна. Это необходимо для того, чтобы уполномоченные власти могли отслеживать и обнаруживать случаи любых незаконных откаток нефти в море.
При внесении записей в журнал нефтяных операций в соответствующих колонках указывается дата, код операции и описывается сама операция. Записи делаются в хронологическом порядке как они происходят на борту судна. Каждая операция должна быть записана сразу после окончания текущей операции. Каждая полностью заполненная страница заверяется капитаном судна.

## Типы СЛВ

### Гравитационный пластинчатый СЛВ
Гравитационный пластинчатый сепаратор содержит ряд пластин, через которые протекает загрязненная вода. Нефтяные фракции из воды скапливаются с нижней стороны пластины, в конечном итоге образуя капли, а затем аккумулируются в жидкую нефтяную смесь, которая всплывает с пластин и накапливается в верхней части камеры. Нефтяная смесь, накапливающаяся наверху, затем переносится в танк нефтяных отходов, откуда она позже сдается на береговые очистные сооружения. Этот тип СЛВ очень распространен на судах, но у него есть некоторые недостатки, которые снижают эффективность. Частицы нефти размером двадцать микрометров или меньше не отделяются. Разнообразие нефтяных фракций в льяльных водах может ограничивать эффективность удаления, особенно когда присутствуют очень плотные и высоковязкие нефтяные фракции. Пластины должны быть заменены при загрязнении, что увеличивает эксплуатационные расходы.

### Электрохимический СЛВ
Очистка льяльных вод от нефтяных фракций и загрязнений путем электрохимического эмульгирования активно находится в процессе исследований и разработок. Электрохимическое эмульгирование включает в себя образование электролитических пузырьков, которые притягивают такие загрязнители, как шлам, и переносят их в верхнюю часть камеры обработки. Попав в верхнюю часть камеры обработки, нефтяные фракции и другие загрязнители переносятся в танк нефтяных отходов.

### Биоремедиационный СЛВ
Биоремедиация  — это использование микроорганизмов для очистки загрязненной воды. Для микроорганизмов необходима тщательно контролируемая среда, в которую входят питательные вещества и углеводороды, такие как нефть или другие загрязнители, и кислород.
В экспериментальных масштабных исследованиях биоремедиация использовалась в качестве одной из стадий в многоступенчатом процессе очистки с использованием пластинчатого сепаратора для удаления большинства загрязнений и была способна обрабатывать загрязняющие вещества при очень низких концентрациях, включая органические загрязнители, такие как глицерин, растворители, реактивное топливо, моющие средства и фосфаты. После обработки загрязненной воды, диоксид углерода, вода и органический шлам были единственными остаточными продуктами.

### Центробежный СЛВ
Центробежный водо-нефтяной сепаратор, центробежный масло-водный сепаратор или центробежный жидкостно-жидкостный сепаратор — это устройство, предназначенное для разделения масла и воды путем центрифугирования. Как правило, он содержит цилиндрический контейнер, который вращается внутри более крупного стационарного контейнера. Более плотная жидкость, обычно вода, накапливается на периферии вращающегося контейнера и собирается со стороны устройства, тогда как менее плотная жидкость, обычно нефтяные фракции или масло, накапливается на оси вращения и собирается из центра. Центробежные масло-водоотделители используются для обработки сточных вод и очистки нефтяных разливов на море или на озере. На судах центробежные масло-водоотделители также используются для фильтрации дизельных и смазочных масел путем удаления из них частиц отходов и примесей.

## Проблемы при сепарации льяльных вод
На правильно эксплуатируемом судне будет присутствовать только небольшое количество льяльных вод при условии, что нет сбоев оборудования. Но даже на судах с самым лучшим управлением происходят поломки оборудования, что быстро приводит к загрязнению льяльных вод и к увеличению их количества. Иногда эти поломки имеют массовый характер и представляют серьезную проблему для экипажа, чтобы очистить льяльные воды законным способом.
Правильно спроектированная система сепарации льяльных вод позволяет контролирующим организациям легко определить, нарушаются ли правила системы сепарации льяльных вод. В настоящее время не существует четкого и эффективного метода определения того, были ли нарушены правила или нет. На самом базовом уровне абсолютное отсутствие какого-либо типа стандартизации систем СЛВ делает первоначальное расследование запутанным, грязным, отнимающим много времени и иногда просто неправильным. В морской индустрии существует давняя и важная традиция «единства» в морских судебно-медицинских экспертизах, когда все заинтересованные стороны рассматривают одни и те же вещи одновременно. Тем не менее, из-за криминального характера нарушений СЛВ концепция совместного использования была отброшена, что приводит к очень плохим техническим методам расследования и серьезным ненужным нарушениям в работе судов.